# Bell & Howell
Bell & Howell («Белл-Хауэлл») — один из крупнейших в мире производителей кинотехники на протяжении всего XX века. Филиалы компании располагались не только в США, но и в Германии, Великобритании, Франции, Канаде и Швеции. Фирма основана в Уилинге, пригороде Чикаго в штате Иллинойс в 1907 году двумя киномеханиками Дональдом Беллом (Donald Joseph Bell) и Альбертом Хауэллом (Albert Summers Howell). В настоящее время штаб-квартира находится в Дареме в штате Северная Каролина, а компания занимается услугами в сфере обработки документации, в том числе микрофильмов.

## Кинотехника
«Белл-Хауэлл» был пионером стандартизации в области кинематографа, и созданные им перфорационные станки обеспечили совместимость любых фильмокопий сначала в пределах США, а затем и во всём мире. Перфорация BH 1866, использующаяся в современных негативных и контратипных 35-мм киноплёнках, была предложена компанией в 1916 году, и до сих пор носит её название, оставаясь общемировым стандартом. Компания долгое время оставалась практически мировым монополистом в области перфорирования фотоматериалов, и даже на заводах «Свема» и «Тасма» в СССР для этого использовались станки «Белл-Хауэлл». То же самое можно сказать и о кинокопировальном оборудовании, поставлявшемся фирмой во все страны мира с развитой киноиндустрией. 

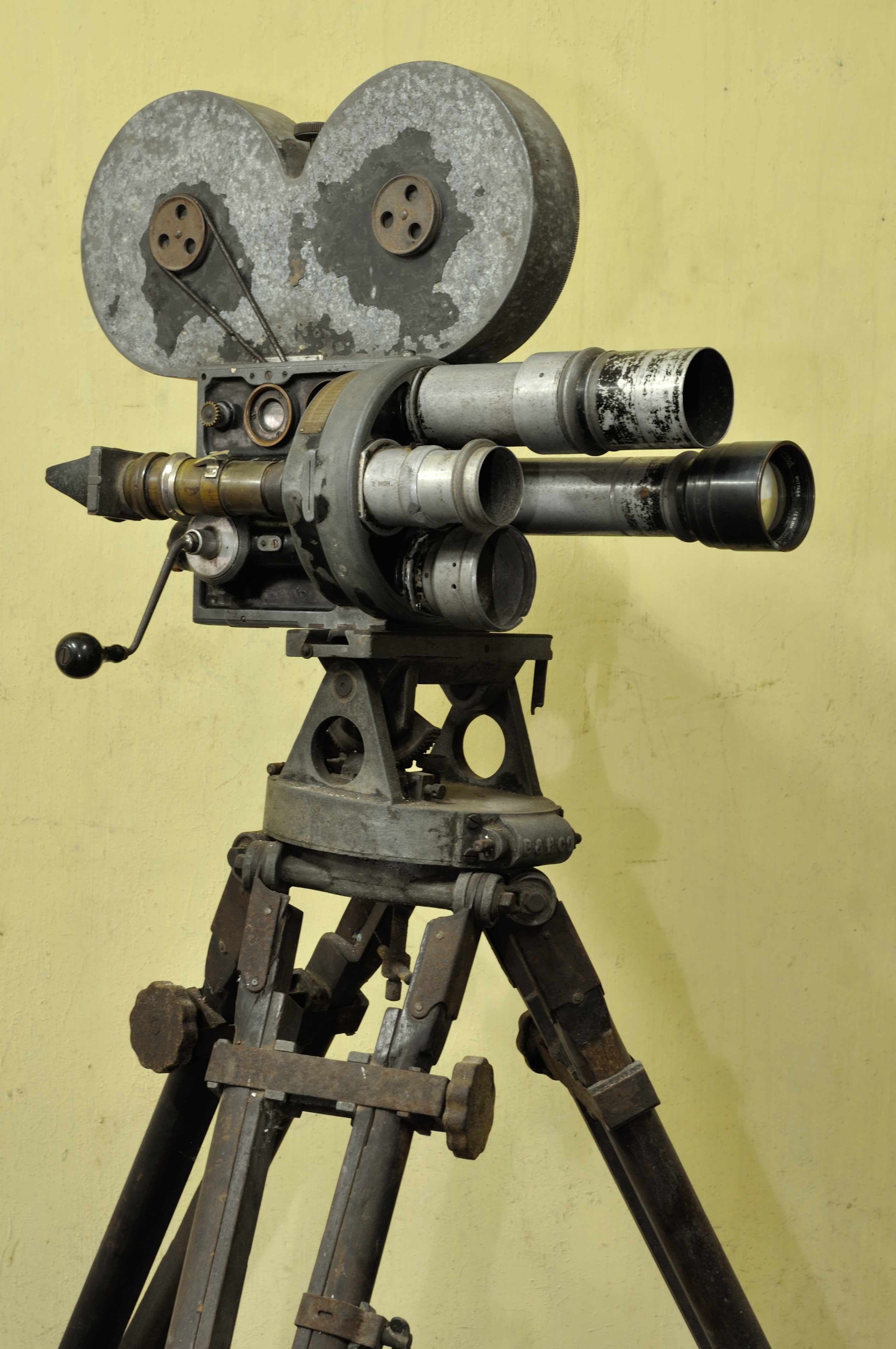
Киносъёмочный аппарат Bell & Howell 2709

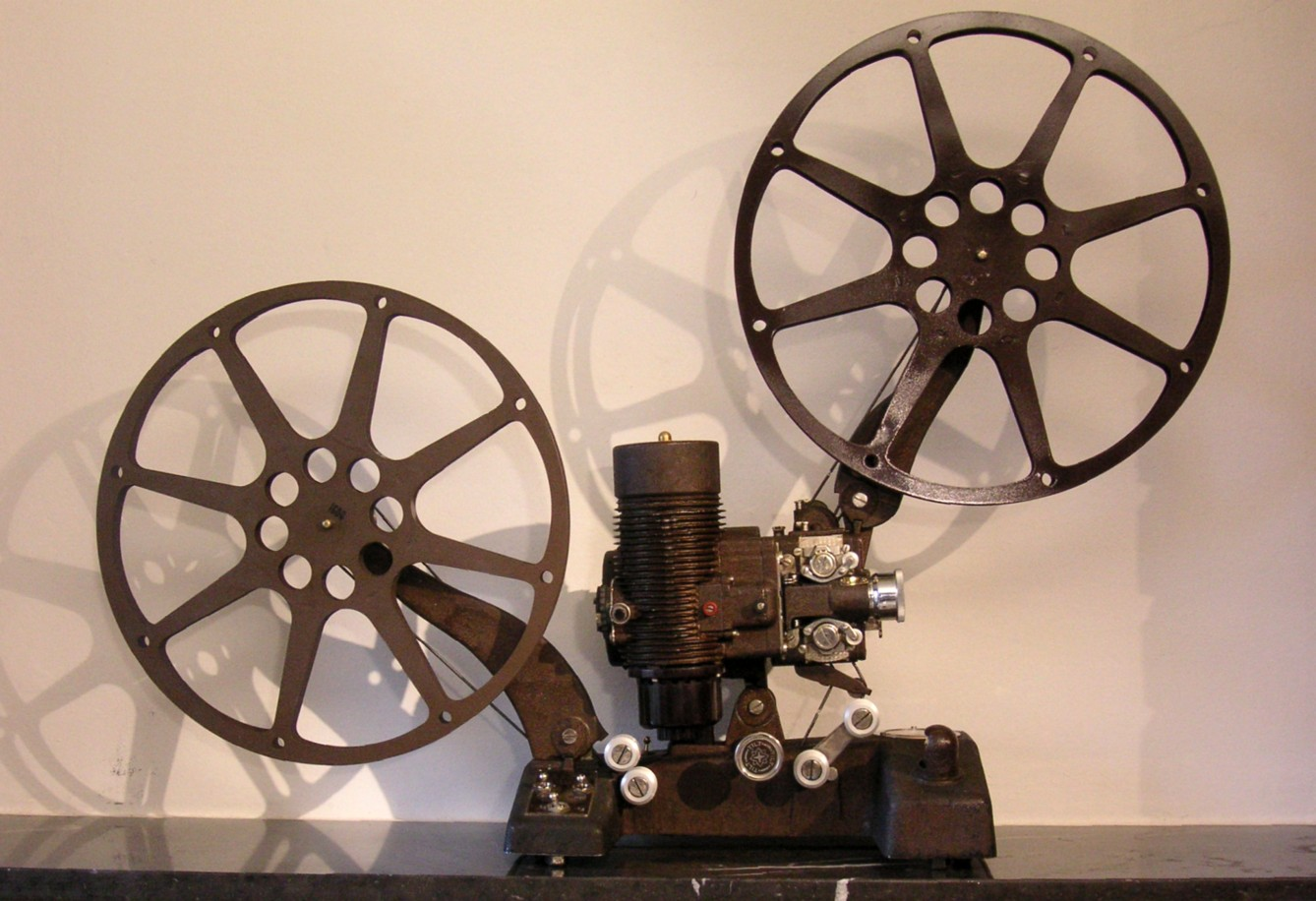
16-мм немой кинопроектор Bell & Howell Filmo 129

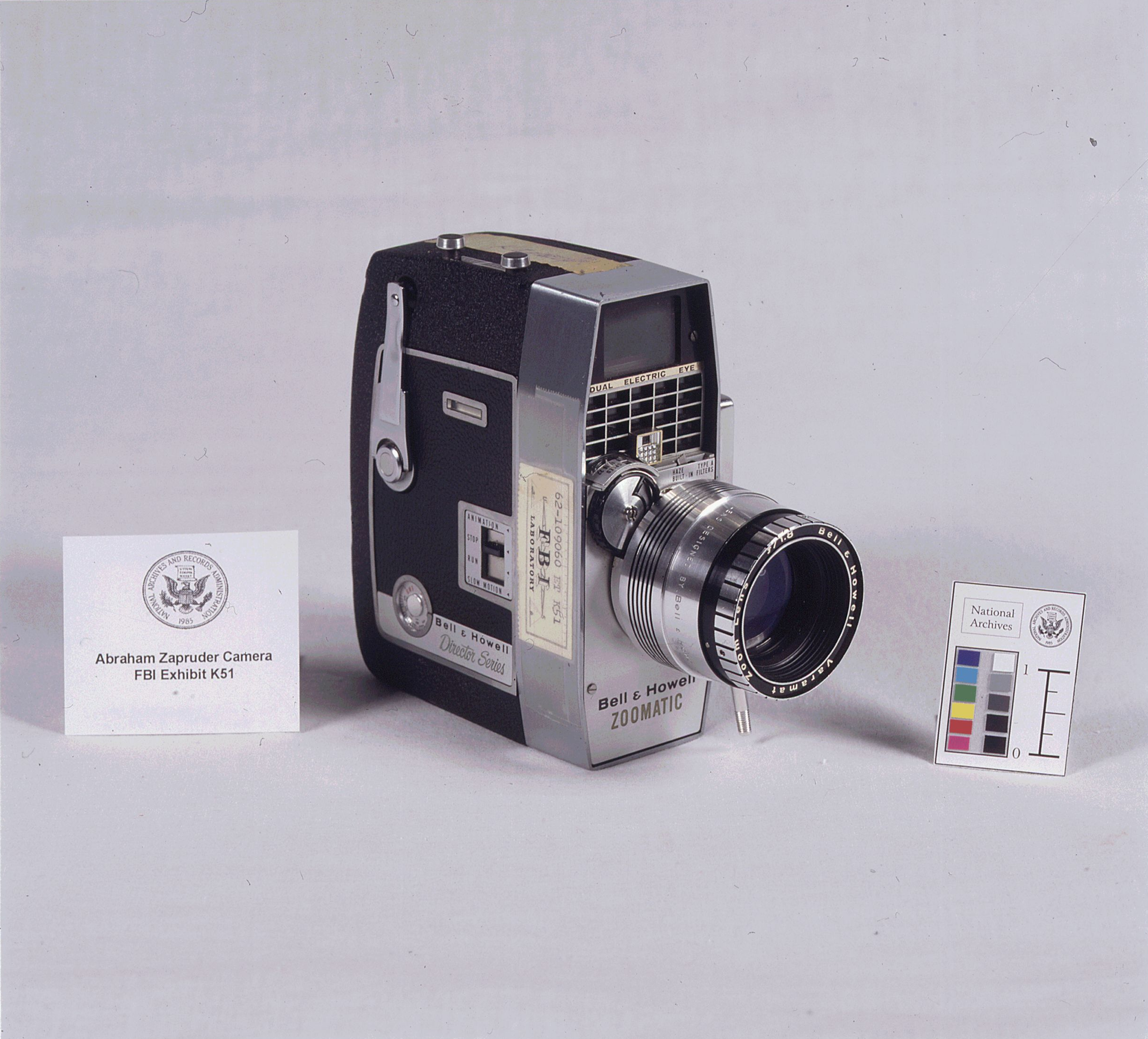
Любительская 8-мм кинокамера B&H 414PD, которой Абрахам Запрудер заснял убийство президента Кеннеди 22 ноября 1963 года

Киносъёмочный аппарат Bell & Howell 2709 положил начало так называемому «американскому» направлению киноаппаратостроения, определив конструкцию кинокамер на десятилетия вперёд. Камера впервые в мире была цельнометаллической с закруглёнными формами, что контрастировало с ящичными деревянными аппаратами из Европы. Двойная внешняя кассета придавала аппарату профиль, прозванный в Америке «ушами Микки Мауса», более выразительный, чем «ящик взломщика» у европейских камер Pathé и Parvo. Также впервые объективы крепились на поворотной револьверной головке, позволяющей их быстро менять. 
Однако, главной инновацией стала возможность сквозного визирования и точной фокусировки по матовому стеклу. Для этого на правой стенке корпуса камеры была установлена лупа. Перед началом съёмки весь аппарат сдвигали по поперечной направляющей влево, а перед лупой с матовым стеклом устанавливали нужный съёмочный объектив. Оператор производил кадрирование и фокусировку, после чего револьверную головку поворачивали на 180°, чтобы выбранный объектив оказался перед кадровым окном с киноплёнкой, а аппарат сдвигали обратно вправо для устранения параллакса. До этого все кинокамеры фокусировались по метражной шкале, не гарантируя резкости. Во французской камере Debrie Parvo подобная возможность появилась только в 1924 году. Ещё одним из важнейших для кинематографа достоинств модели 2709 был первый в мире контргрейфер, резко повышавший устойчивость киноплёнки во время экспозиции. Кроме того, устройство лентопротяжного тракта позволяло заряжать одновременно две киноплёнки, делая возможными недоступные до этого способы комбинированной съёмки в технике «бипак». Этой камерой впервые реализованы ранние технологии блуждающей маски и цветного кинематографа.
Камера была очень сложной для своего времени, и настолько дорогой, что купить её могли только киностудии. В частном владении аппарат был всего у четырёх человек, одним из которых был Чарли Чаплин. Однако, уже к 1919 году все голливудские студии работали исключительно камерами «Белл-Хауэлл». Несмотря на бурный прогресс киноаппаратостроения, модель 2709 не теряла своей актуальности несколько десятилетий, выпускаясь до 1957 года. Даже наступление эпохи звукового кинематографа не сказалось на популярности камеры: её ручной привод легко заменялся электродвигателем для синхронной съёмки. Ещё одна знаковая для мирового кинематографа камера «Белл-Хауэлл» запечатлела несколько войн, оказавшись самым надёжным и компактным из ручных 35-мм профессиональных киносъёмочных аппаратов своего времени. В 1925 году был начат выпуск аппарата «Аймо» с пружинным приводом, предназначенного для съёмок кинохроники. Конструкция оказалась настолько удачной, что копировалась во многих странах, в том числе в СССР под названиями «КС-4» и «КС-5».

## Другая продукция

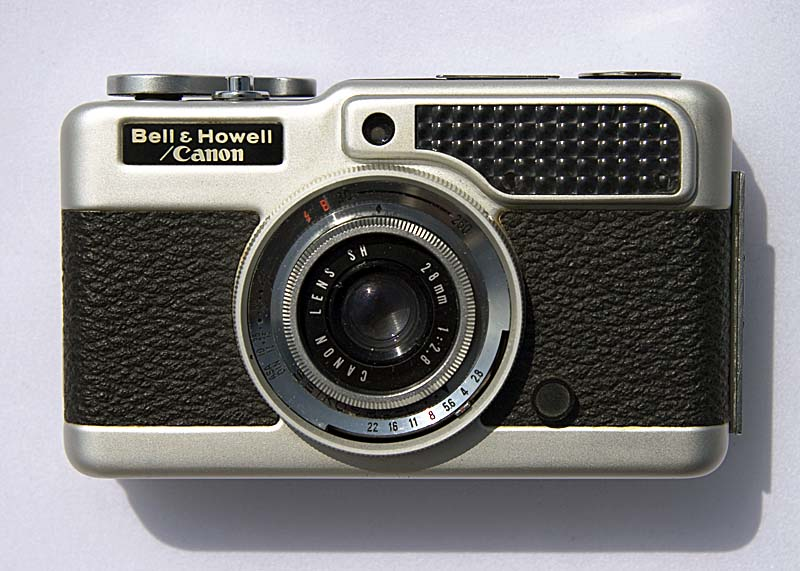
Фотоаппарат Canon с логотипом Bell & Howell для рынка США

В годы Второй мировой войны потребность в кинотехнике резко упала, но компания наладила поставки фотокинопулемётов в ВВС США. После войны на рынке оказалась востребована узкоплёночная любительская киноаппаратура, и начался выпуск 8-мм и 16-мм кинокамер и кинопроекторов. Семейство звуковых кинопроекторов Filmosound доминировало на американском рынке не одно десятилетие. Кроме этой продукции был налажен выпуск среднеформатных диапроекторов 6×6 сантиметров, фильмоскопов для 35-мм диафильмов и нескольких моделей кодоскопов. Всё это поставлялось в образовательные учреждения отдельным подразделением Bell & Howell Education Group. В 1979 году подразделение выпустило под своим брендом партию компьютеров Apple II Plus, специально модифицированных для учебных заведений. С 1961 до 1976 года в рамках партнёрства с японской компанией Canon часть фотоаппаратов последней выпускалась для рынка США с логотипом Bell & Howell.
В 2000-х годах фирма решила сосредоточить усилия на информационных технологиях и в 2001 году продала весь бизнес, связанный с кинематографом и фотографией компании Eastman Kodak. Почтовое подразделение продано компании Pitney Bowes. Тогда же Bell & Howell переименована в ProQuest. Через некоторое время остатки заводов, носящих название Bell & Howell были выкуплены компанией Glencoe Capital, вскоре слившейся с американским отделением Böwe Systec. До 2011 года образованный конгломерат назывался Böwe Bell + Howell, а в 2018 году был перепродан бостонскому WestView Capital Partners.